# 第33回ブルーリボン賞 (鉄道)

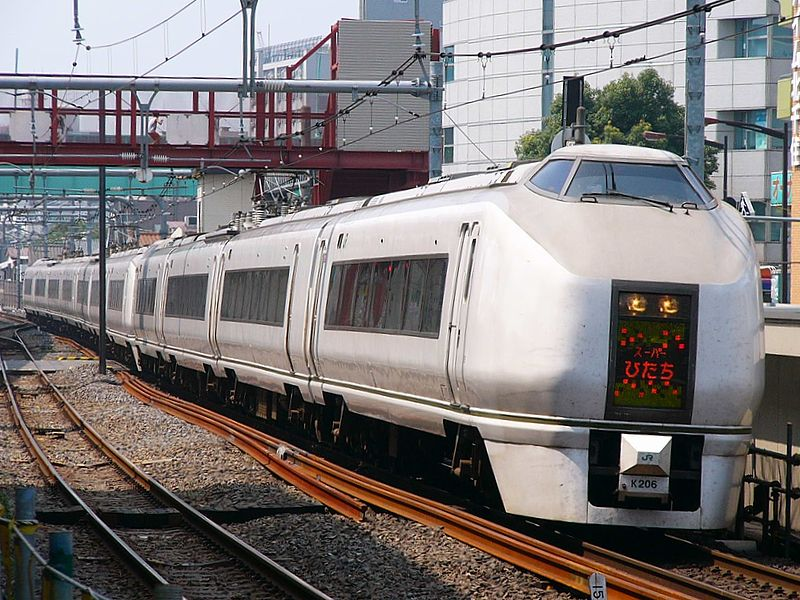
第33回ブルーリボン賞
東日本旅客鉄道651系電車

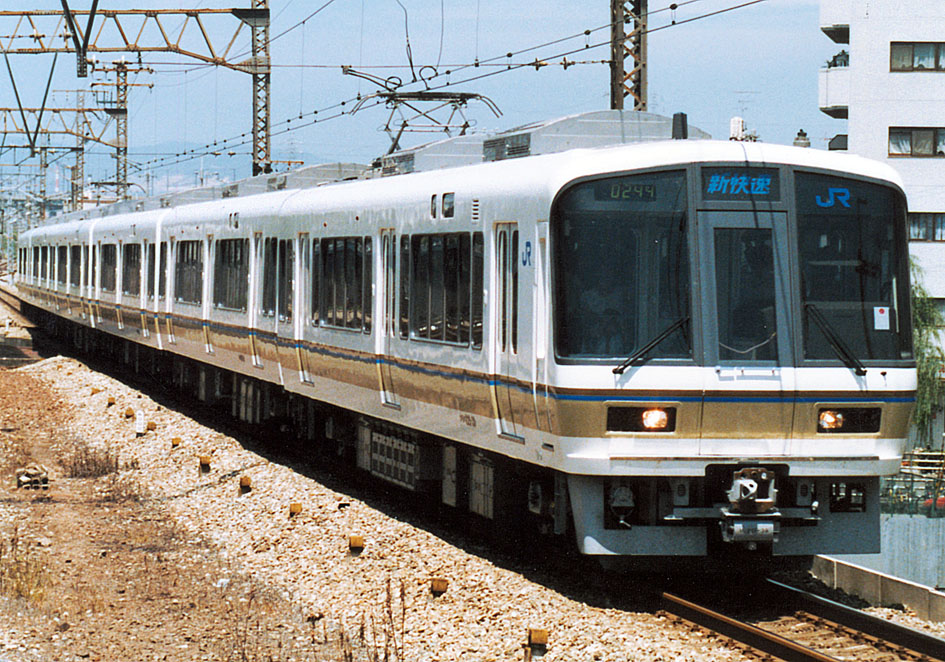
第30回ローレル賞
西日本旅客鉄道221系電車

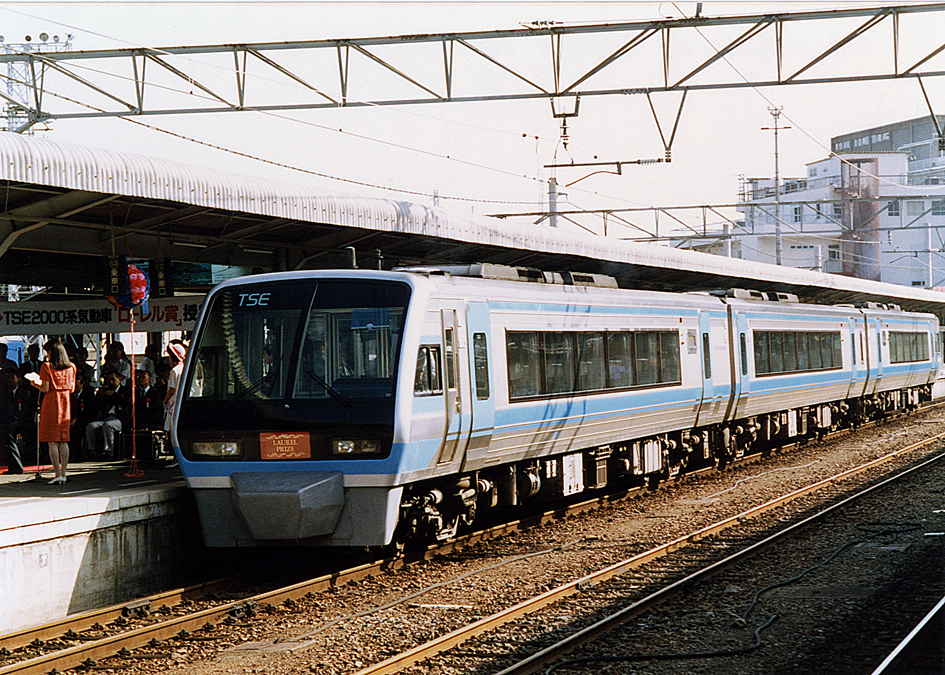
第30回ローレル賞
四国旅客鉄道2000系気動車「TSE」

第33回ブルーリボン賞（だい33かいブルーリボンしょう）は、1990年に鉄道友の会が選定したブルーリボン賞である。本項では、第30回ローレル賞（だい30かいローレルしょう）についても併せて記す。

## 概要
日本国内で使用する鉄道・軌道車両のうち、1989年1月1日から12月31日までの間に日本国内で営業運転に就いた新形式車両またはそれとみなせる車両で、候補車両決定の時点で現に営業をしていることを概ねの要件とする選定候補車両48車種のなかから、ブルーリボン賞1形式、ローレル賞2形式が選定された。
なお、本来は51車種であるが、このうち横浜博覧会協会100形気動車・HSST-200形5号機・横浜SKの3車種については、横浜博覧会開催期間中のみ営業運転が行われ、1990年時点では営業運転を終了しているため、対象車両とはするものの、別枠として投票対象外となった。

## 選定車両

### ブルーリボン賞
- 東日本旅客鉄道 651系電車
  - 有効投票総数5464票のうち最高得票の1126票により選定。

### ローレル賞
- 西日本旅客鉄道 221系電車
- 四国旅客鉄道 2000系気動車「TSE」

## 候補車両
鉄道友の会ブルーリボン賞・ローレル賞選考委員会が、候補車両とした48車種（投票対象外の3車種は省略する）。
| 会社名               | 車両形式                                                                                              |
| -------------------- | --- |
| 北海道旅客鉄道       | キハ183系5100番台気動車「クリスタルエクスプレス トマム & サホロ」                                     |
| 東日本旅客鉄道       | 651系電車                                                                                             |
| 東日本旅客鉄道       | サロ212形電車（211系2階建てグリーン車） サロ213形電車（同上） サロ124形電車（113系2階建てグリーン車） |
| 東日本旅客鉄道       | キロ59・キロ29形気動車「グラシア」                                                                    |
| 東日本旅客鉄道       | オロネ14形700番台客車 スハネ14形700番台客車 スハネ14形750番台客車                                     |
| 東海旅客鉄道         | 311系電車                                                                                             |
| 東海旅客鉄道         | 213系5000番台電車                                                                                     |
| 東海旅客鉄道         | 165系700番台電車「ゆうゆう東海」                                                                      |
| 東海旅客鉄道         | キハ85系気動車                                                                                        |
| 東海旅客鉄道         | キハ11形気動車                                                                                        |
| 西日本旅客鉄道       | 100系3000番台新幹線電車「グランドひかり」                                                             |
| 西日本旅客鉄道       | 221系電車                                                                                             |
| 西日本旅客鉄道       | 485系電車「スーパー雷鳥」                                                                             |
| 西日本旅客鉄道       | 381系電車「スーパーくろしお」                                                                         |
| 西日本旅客鉄道       | キハ59形500番台・キハ29形500番台気動車「ビバ・ウエスト」                                              |
| 西日本旅客鉄道       | キロ59・キサロ59形気動車「セイシェル」                                                                |
| 西日本旅客鉄道       | オハフ15形200番台客車（展望車）                                                                       |
| 西日本旅客鉄道       | 25系500番台客車「トワイライトエクスプレス」                                                           |
| 西日本旅客鉄道       | オロ12系800番台客車「いきいきサロンきのくに」                                                         |
| 西日本旅客鉄道       | スハ25形300番台客車                                                                                   |
| 四国旅客鉄道         | 2000系気動車「TSE」                                                                                   |
| 九州旅客鉄道         | 811系電車                                                                                             |
| 九州旅客鉄道         | キハ71系気動車                                                                                        |
| 九州旅客鉄道         | キハ182形1002号気動車（キハ183系増備中間車）                                                          |
| 九州旅客鉄道         | オハネ25形1000番台客車                                                                                |
| 日本貨物鉄道         | EF66形100番台電気機関車                                                                               |
| 日本貨物鉄道         | チキ1000形貨車                                                                                        |
| 東京モノレール       | 1000形電車                                                                                            |
| 横浜新都市交通       | 1000形電車                                                                                            |
| 箱根登山鉄道         | 2000形電車                                                                                            |
| 名古屋鉄道           | 新6500系電車 新6800系電車                                                                             |
| 名古屋市交通局       | 2000形電車                                                                                            |
| 京阪電気鉄道         | 7000系電車                                                                                            |
| 京阪電気鉄道         | 8000系電車                                                                                            |
| 阪急電鉄             | 8000系電車 8300系電車                                                                                 |
| 近畿日本鉄道         | 18200系電車「あおぞらII」                                                                             |
| 西日本鉄道           | 8000形電車                                                                                            |
| 鹿児島市交通局       | 2100形電車                                                                                            |
| 北海道ちほく高原鉄道 | CR70形気動車 CR75形気動車                                                                             |
| 秋田内陸縦貫鉄道     | AN-8900形気動車                                                                                       |
| わたらせ渓谷鐵道     | わ89-100形気動車 わ89-200形気動車                                                                     |
| わたらせ渓谷鐵道     | わ89-300形気動車                                                                                      |
| 鹿島鉄道             | KR-500形気動車                                                                                        |
| 明知鉄道             | アケチ6形気動車                                                                                       |
| 平成筑豊鉄道         | 100形気動車 200形気動車 300形気動車                                                                   |
| 高千穂鉄道           | TR-100形気動車 TR-200形気動車                                                                         |
| くま川鉄道           | KT-100形気動車 KT-200形気動車                                                                         |
| 樽見鉄道             | うすずみ1形客車                                                                                       |